# Makombo
Makombo est un village dans le territoire de Niangara dans le district de Haut-Uele en République démocratique du Congo. Makombo était le lieu de massacres dit «massacre de Makombo» en décembre 2009. Ces massacres furent relevés par le rapport «Trail of Death LRA Atrocities in Northeastern Congo»  de Human Rights Watch fin mars 2010. C'est grâce aux reflets médiatiques du massacre de Makombo que le village de Makombo est maintenant connu au niveau international.